# Thoiry (Savoia)
Thoiry és un municipi francès situat al departament de la Savoia i a la regió d'Alvèrnia-Roine-Alps. L'any 2007 tenia 420 habitants.

## Demografia

### Població
El 2007 la població de fet de Thoiry era de 420 persones. Hi havia 148 famílies de les quals 28 eren unipersonals (16 homes vivint sols i 12 dones vivint soles), 40 parelles sense fills, 64 parelles amb fills i 16 famílies monoparentals amb fills.
La població ha evolucionat segons el següent gràfic:
Habitants censats

### Habitatges
El 2007 hi havia 269 habitatges, 152 eren l'habitatge principal de la família, 71 eren segones residències i 46 estaven desocupats. 265 eren cases i 4 eren apartaments. Dels 152 habitatges principals, 132 estaven ocupats pels seus propietaris, 17 estaven llogats i ocupats pels llogaters i 3 estaven cedits a títol gratuït; 5 tenien dues cambres, 20 en tenien tres, 38 en tenien quatre i 89 en tenien cinc o més. 134 habitatges disposaven pel capbaix d'una plaça de pàrquing. A 52 habitatges hi havia un automòbil i a 93 n'hi havia dos o més.

### Piràmide de població
La piràmide de població per edats i sexe el 2009 era:
| Homes | Edats   | Dones |
| ----- | ------- | ----- |
| 0     | 95 o +  | 4     |
| 4     | 90 a 94 | 4     |
| 4     | 85 a 89 | 12    |
| 4     | 80 a 84 | 0     |
| 0     | 75 a 79 | 0     |
| 12    | 70 a 74 | 16    |
| 20    | 65 a 69 | 8     |
| 4     | 60 a 64 | 12    |
| 4     | 55 a 59 | 12    |
| 4     | 50 a 54 | 0     |
| 4     | 45 a 49 | 4     |
| 32    | 40 a 44 | 20    |
| 16    | 35 a 39 | 28    |
| 12    | 30 a 34 | 8     |
| 8     | 25 a 29 | 8     |
| 4     | 20 a 24 | 0     |
| 12    | 15 a 19 | 4     |
| 4     | 10 a 14 | 16    |
| 20    | 5 a 9   | 20    |
| 12    | 0 a 4   | 16    |

## Economia
El 2007 la població en edat de treballar era de 246 persones, 189 eren actives i 57 eren inactives. De les 189 persones actives 181 estaven ocupades (100 homes i 81 dones) i 8 estaven aturades (4 homes i 4 dones). De les 57 persones inactives 25 estaven jubilades, 17 estaven estudiant i 15 estaven classificades com a «altres inactius».

### Ingressos
El 2009 a Thoiry hi havia 162 unitats fiscals que integraven 459 persones, la mediana anual d'ingressos fiscals per persona era de 20.982 €.

### Activitats econòmiques
Dels 15 establiments que hi havia el 2007, 1 era d'una empresa de fabricació d'altres productes industrials, 4 d'empreses de construcció, 3 d'empreses de comerç i reparació d'automòbils, 2 d'empreses immobiliàries, 4 d'empreses de serveis i 1 d'una entitat de l'administració pública.
Dels 3 establiments de servei als particulars que hi havia el 2009, 1 era un guixaire pintor i 2 fusteries.
L'any 2000 a Thoiry hi havia 21 explotacions agrícoles que ocupaven un total de 270 hectàrees.

## Equipaments sanitaris i escolars
El 2009 hi havia una escola elemental.

## Poblacions més properes
El següent diagrama mostra les poblacions més properes.